# Academia de San Cristóbal

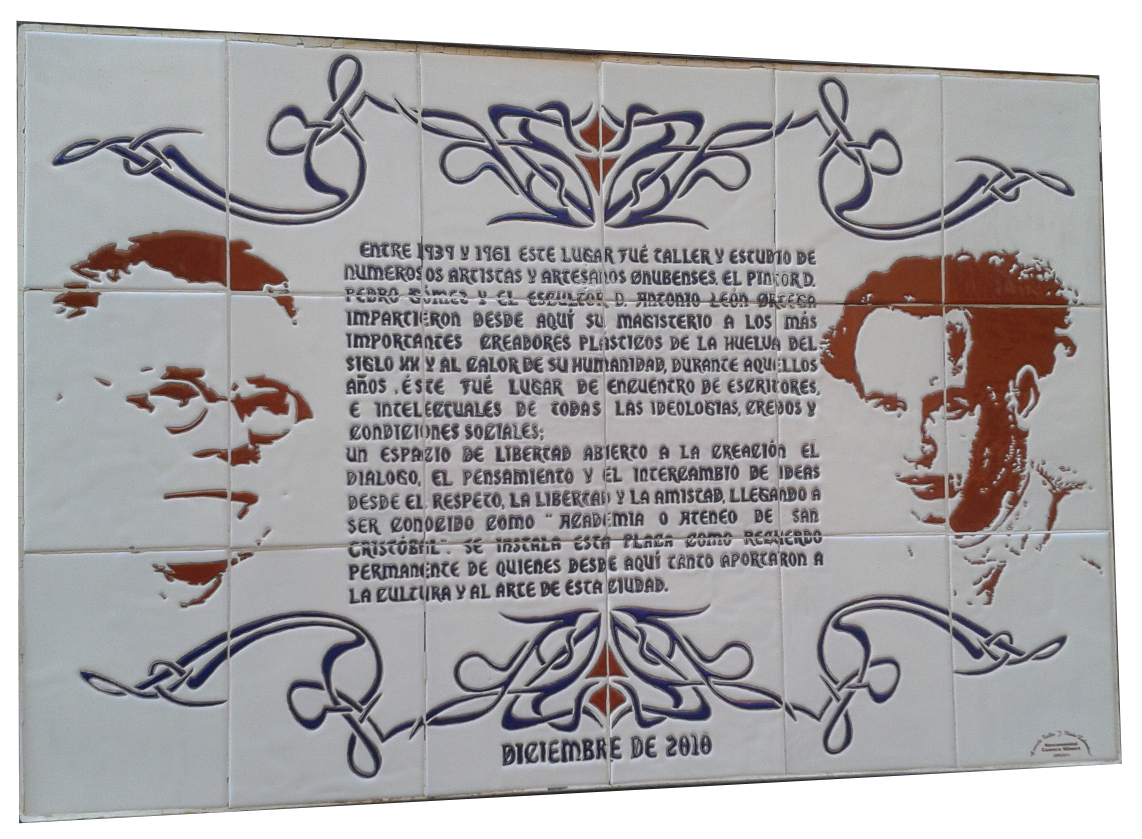
Azulejo situado en la c/ San Cristóbal Huelva

Academia de San Cristóbal o Taller de la calle San Cristóbal, desde 1939 y hasta 1962 funcionó en Huelva el taller del pintor Pedro Gómez y Gómez y del escultor Antonio León Ortega, como academia informal de artistas.

## Historia
Desaparece la Academia de Pintura de Huelva con la muerte de su director Fernández Alvarado en 1935, a continuación llega la Guerra Civil y con estos dos acontecimientos el desierto para las artes en Huelva durante varios años.

Y es entonces cuando Pedro Gómez y Gómez sitúa su taller de pintura en la calle San Cristóbal número siete, en el que da clases informales de pintura, y al que luego se le une Antonio León Ortega instalando su taller estudio de escultura y en el que realiza su obra de imaginería todos esos años.

Allí trabajan de manera asidua el pintor Antonio Brunt Rodríguez y los alumnos Pilar Barroso, José María Franco y Juan Manuel Seisdedos y los colaboradores de León, Aurelio Barreda y Enrique Pérez, entre otros.

Allí aprende dibujo, pintura, modelado, escultura y cualquier otra disciplina artística relacionada con los oficios de ambos maestros todo aquel que tenga interés y ganas de trabajar.

## Descripción
El Taller de San Cristóbal o la Academia de San Cristóbal, como muchos lo llamaban se convierte en esos años en el centro cultural y artístico por excelencia de la ciudad, al margen del mundo oficial, desaparecidas las Escuelas oficiales de Pintura queda como único lugar de enseñanza y de encuentro de artistas.

Es además de una informal Academia de Arte, el lugar de encuentro y de tertulia de pintores, literatos, médicos, intelectuales y todo tipo de personas con inquietudes, es un centro abierto que acoge la visita y la estancia de gente variopinta.

Por allí pasaron casi todos los artistas de Huelva de la segunda mitad del siglo veinte y algunos de ellos, hoy día representan lo mejor de la pintura onubense.

Además de los ya citados Brunt, Barroso, Franco y Seisdedos, acuden a trabajar de forma más o menos esporádica, o simplemente a charlar, los escultores José Oliva Castilla y José Vázquez Sánchez y los pintores Policarpo Domínguez de Guzmán, Antonio Gómez Feu, Manuel Moreno Díaz, Mateo Orduña Castellano, Pablo Martínez Coto, Enrique Montenegro Pinzón, Rafael Aguilera, Lola Martín Martín, Joaquín González Sáenz, José Vázquez Sanz, Francisco Doménech, Pilar Toscano, Domingo Franco y Manuel Crespo.

En la sala de entrada, previa al estudio tenían su taller los tallistas Miguel y Francisco Hierro Barreda que realizaron una gran cantidad de retablos y pasos de Semana Santa de gran calidad artística.

Numerosas personas pasan por ese ateneo artístico y cultural, de forma pasajera o permanente, del campo de la medicina, Luís Buendía, Celestino Verdier, José Quintero, Agustín Domínguez Belda, Manuel Toscano Llamas, la investigación, Diego Díaz Hierro, el periodismo, Francisco Montero Escalera, Víctor Márquez Reviriego, Jesús Quintero, la literatura, Francisco Pérez Gómez, Manuel Garrido Palacios, Manuel Pizán, Fernando Ruiz Alarcón, José Antonio Mancheño, Guillermo Alonso del Real, la arquitectura, Alejandro Herrero Ayllón, la enseñanza, Antonio Palma Chaguaceda, la fotografía, Adolfo Rodríguez Alfaro, Báez, Monís  y de actividades diversas como José Ferrero Martín, Francisco Vázquez Carrasco, Alberto Crespo, Guillermo Manito, Lorenzo Barroso, Mariagus Molina y los ayamontinos Pérez Bautista y Pedro Pérez Masoni, entre otros.

## Demolición
En 1962 se derriba el edificio que alberga dicho taller para construir el que fuera durante años el cine Emperador, luego también demolido.

Concluye así la historia de la Academia de San Cristóbal que encierra una parte muy importante de la Historia de Huelva de ese cuarto de siglo tan determinante en su posterior desarrollo.